# James Germain Février
James Germain Février (Clérac, gennaio 1895 – Parigi, 15 luglio 1976) è stato uno storico e filologo francese.
Si specializzò in studi semitici e orientalistica con una tesi sul sito archeologico di Palmira, concentrando tuttavia le sue ricerche accademiche successive sulla storia di Cartagine e dei Fenici, per la quale è ancora noto per gli studi nell'onomastica, epigrafia e archeologia. Dal 1931 al 1965 è stato il direttore della sezioni di studi semitici antichi alla École pratique des hautes études. Il portale universitario francese Persée cita 53 sue pubblicazioni in materia, di cui 38 pubblicate negli annuari del prestigioso istituto di cui era direttore.
Dal 1967 al 1972 è stato direttore della rivista accademica Journal asiatique.